# Peter Chan
Peter Ho-Sun Chan (陳可辛; Hong Kong, 28 novembre 1962) è un regista e produttore cinematografico cinese.

## Biografia
Affiliato alla United Filmmakers Organization (UFO), una compagnia di produzione impegnata nella realizzazione di commedie leggere, si è dimostrato abile anche alle prese con il melodramma come dimostra in Tián mì mì con Leon Lai e Maggie Cheung. Dopo una breve esperienza statunitense con la regia ne La lettera d'amore, tratto dall'omonimo romanzo di Cathleen Schine, prodotto da Kate Capshaw e interpretato da Tom Selleck e dalla stessa Capshaw, torna in patria dove ricomincia a produrre film con la consueta prolificità.

## Filmografia parziale

### Produttore
- I soldati dell'imperatore (Xue di zi The Guillotines), regia di Andrew Lau (2013)

### Regista
- Tián mì mì (1996)

- La lettera d'amore (1999)
- Three (episodio: Going Home) (2002)
- The Warlords - La battaglia dei tre guerrieri (2007)